# Vision de Sénèque

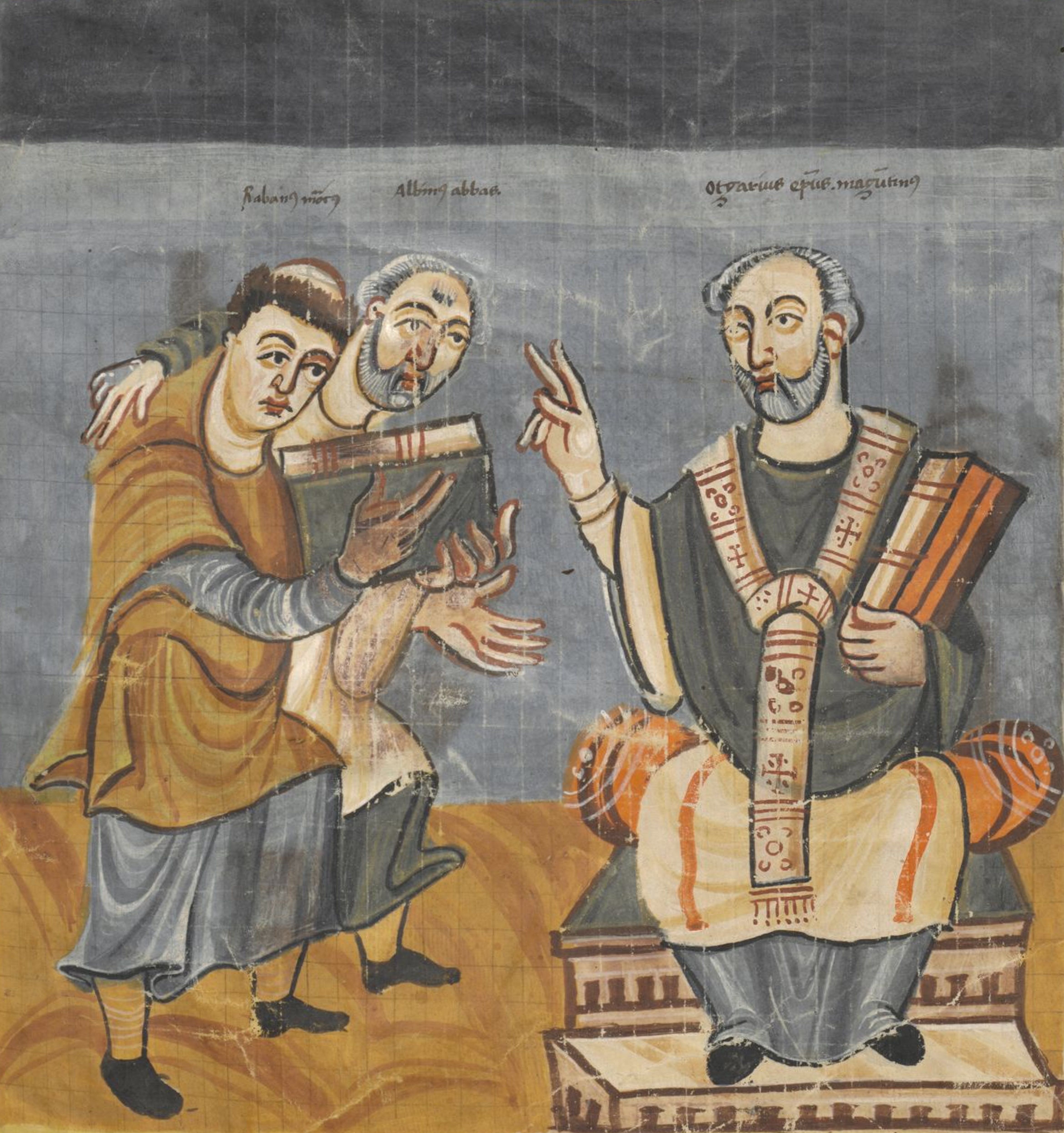
Alcuin, auteur de la vision de Sénèque.

La Vision de Sénèque est un poème composé par Alcuin de York Vers 780-782. Il y expose la vision de l’Au-delà de son ami et conseiller de jeunesse, Sénèque, dans son grand poème sur les évêques de York. Sénèque lui aurait rapporté son expérience de l’Au-delà à la veille de sa mort au milieu du VIIIe siècle. Sa vision, caractéristique de son temps, se présente sur trois temps et propose une courte vision positive de la vie après la mort. Présentée comme un témoignage personnel, cette vision particulière présente davantage les préoccupations et les volontés du clerc qu’une vision caractéristique de la littérature des voyages dans l’au-delà. Selon la conclusion du récit et les études en découlant, Sénèque aurait été transporté directement au paradis après sa mort.

## Contexte de rédaction
La vision de Sénèque, présentée par Alcuin, prend place au cœur de la Renaissance carolingienne. À ce moment, la présentation des voyages dans l’au-delà était déjà d’une notoriété bien implantée. Ces visions étaient importantes pour la communauté chrétienne et étaient source de considération et de légitimité pour les institutions religieuses. Alcuin rédige la vision de Sénèque de l’Au-delà dans le cadre de son œuvre poétique sur les évêques, les Saints et les Rois d’York. En fin de rédaction, l’auteur glisse cette vision singulière dans son recueil. Sénèque n’était ni un saint, ni un roi ou un évêque, ce qui rend la présence de sa vision si particulière dans l’ensemble présenté dans le poème. Les propos de Sénèque furent recueillis par Alcuin au chevet de sa mort. Ce n’est que 30 ans plus tard que l’auteur rédigera la vision de son ami.

### Relation entre l'auteur et le visionnaire
Sénèque était un ami et conseiller de jeunesse d’Alcuin. Simple d’esprit, le jeune homme ne savait ni lire ni écrire, ce n’était pas un homme de lettres comme Alcuin, mais il avait une grande ferveur. Cette ferveur catholique explique en partie le destin de l’homme à la suite de sa mort. Sénèque et Alcuin s’étaient liés d’amitié dans leur jeunesse, bien que Sénèque fût un « simplex », l’auteur trouvait ses conseils efficaces et ils l’aidèrent à de nombreuses reprises au cours de son enfance. De ce fait, Alcuin, avait beaucoup d’estime pour son ami de jeunesse. Cette grande estime donnait encore plus de valeur au récit de sa vision qui semble avoir grandement marqué l’auteur.

### Notoriété d'Alcuin
Abbé, théologien, poète et maître anglais de langue latine, Alcuin est considéré comme un penseur marquant de son époque. Dès sa jeunesse, il fut éduqué sous l’influence de Bède le Vénérable et en tire une grande influence. Il devint un homme de lettres et un clerc respecté, il fit de nombreux voyages le poussant à s’impliquer en politique auprès de Charlemagne. Alcuin était un homme de grande notoriété. Il était en partie responsable du renouveau carolingien. Il réalisa notamment l’intégration de la minuscule carolingienne à l’éducation et contribua à la formation d’une culture européenne. Sa plus grande contribution fut sans aucun doute sa présence dans l’organisation de l’école afin d’assurer la transmission des savoirs de manière efficace. Sous son influence le système d’éducation fut nettement perfectionné. Il laisse derrière lui de nombreux ouvrages clefs pour l’éducation et la théologie.

## Sanctis euboricensis ecclesiae
Rédigé sous forme de poème rustique, la publication latine Sanctis euboricensis ecclesiae d’Alcuin se présente comme un récit des vies des évêques, des rois et des saints de la cathédrale d’York. Le livre fut traduit de sa langue d’origine par Peter Godman sous le titre The bishops, Kings and Saints of York. En fin de publication, l’auteur présente la vision optimiste de l’Au-delà de son ami Sénèque.

### La vision de Sénèque[14]
Courte et concise, la vision de Sénèque est présentée en clôture du poème Sanctis euboricensis ecclesiae d’Alcuin rédigé vers 780-782. Dans cette vision, Alcuin se trouvait au chevet de son ami de jeunesse Sénèque et rapporte les propos de ce dernier. Sénèque se trouvait alors mourant de l’épidémie de peste faisant rage en Europe. Sa vision se présente en trois temps, à la manière des récits de Grégoire le Grand dans son quatrième livre des Dialogues.
D’abord, Sénèque, lors d’un moment de prière, est témoin de l’apparition d’un homme vêtu de blanc lui présentant un mystérieux livre ouvert. Sénèque le lit, bien qu’il ne sût pas lire, mais n’en divulgua jamais son contenu. À la suite de sa lecture, avant de disparaître, l’homme vêtu de blanc lui annonce que maintenant qu’il avait vu ce livre, il verrait de bien plus grandes choses éventuellement. Bien qu’il fût « simple d’esprit », comme le mentionne Alcuin, Sénèque arrivait à lire les informations qu’on lui présentât dans le livre, laissant ainsi présager que dans les visions, et dans la vie après la mort, le savoir était infus.
Ensuite, quelques mois plus tard, Sénèque fut frappé d’un mal aux poumons. Pour une longue durée, Sénèque semblait allongé là, à attendre la mort. Alors qu’il se reposait dans les bras de son ami Alcuin, son âme sembla quitter son corps un instant le laissant mort en apparence. Un court instant plus tard, il sembla revenir à la vie et il se mit à respirer normalement à nouveau. C’est à ce moment qu’il racontât à Alcuin qu’on l’avait mené dans un endroit magnifique et surréel. Là-bas, il vit de nombreux visages familiers et d’autres, moins familiers. Il reconnut plus particulièrement de nombreux membres de l’Église d’York. Tous semblaient heureux et l’accueillirent avec de chaleureuses accolades. Ces bienheureux camarades semblaient vouloir le garder avec eux pour l’éternité, mais rapidement son guide le ramena sur le chemin de son corps. À ce moment, il lui annonça que la mort ne l’attendait pas aujourd’hui et qu’il allait se remettre de ses maux au lever du soleil. Mais, il lui annonça aussi qu’au cours du prochain jour un frère allait connaitre la mort et qu’il avait aperçu sa demeure éternelle. Les mots de son guide s’avérèrent vrais, au cours du jour un frère de l’Église décéda. Est-il possible de considérer la vision de Sénèque comme la réalisation d’une prophétie ?
Finalement, au cours de la même année, Sénèque touché par la grande épidémie de peste faisant alors rage en Europe. À ce moment, Sénèque confia à Alcuin que cette fois il allait mourir et que son âme allait quitter sa chair. Tranquillement la douleur s’accrut et mena Sénèque à ses dernières heures. C’est un frère tenant la garde à la chambre de Sénèque qui rapporta à Alcuin ses derniers moments. Le frère rapporte avoir vu un être lumineux vêtu d’une robe blanche descendre des cieux, embrasser les lèvres de l’homme mourant et emporter avec lui l’âme de Sénèque, le délivrant ainsi de sa « prison de chair ». Volant ainsi vers les cieux, l’être lumineux amena l’âme de Sénèque droit au paradis. Ainsi va la vision du jeune Sénèque rapportée par son ami Alcuin.

### Sens de la vision au cœur de la tradition littéraire
La vision de Sénèque présentée par Alcuin n’est pas parmi les visions les plus populaires, toutefois, elle présente des éléments clefs de l’univers littéraire. Dans l’écrit d’Alcuin, on peut aisément identifier de nombreux référents à des visions postérieures célèbres. En effet, on peut identifier des références à la vision de Barontus, par le biais des rencontres et de l’apparence d’une communauté monastique dans l’au-delà. On perçoit aussi un peu d’influence de la célèbre vision de Grégoire le Grand quant à l’atmosphère générale de la vision qui se présente sur trois temps. Finalement, quand l’âme de Sénèque est emportée d’un baiser, on sent une inspiration prise du Livre des rois, dans le passage traitant de la résurrection par Élisée du Fils de la Sunamite.
Dans la première phase de sa vision, Sénèque passe vers l’au-delà sous forme de songe à la manière de Grégoire le Grand dans son aventure. Dans la seconde phase de sa vision, il passe vers l’au-delà via une « pseudo-mort ». Finalement, il quitte directement pour le paradis. La vision de Sénèque n’élabore pas vraiment sur les lieux, elle focus davantage sur l’ambiance générale. Elle est courte, concise et présente un ensemble très positif. Aucun aspect négatif n’est abordé, on se concentre vraiment sur les développements possibles pour une âme bonne et humble. L’espace et les images présentées jouent un rôle émotionnel actif. L’espace d’une vision à un pouvoir apaisant ou inquiétant selon les versions, la sérénité et la légèreté semblent émaner de cette vision.
Un autre trait à soulever dans la vision de Sénèque est sa qualité de prophétie. En soi, lors du deuxième épisode de sa vision, Sénèque reçoit des informations concernant la mort imminente d’un autre frère du monastère. Ces informations s’avèrent vraies et le frère décède tel que son guide le lui avait mentionné. Cette prédiction fait de la vision de Sénèque une forme de prophétie. Au Moyen Âge, les prophètes sont considérés comme « une sorte particulière d’individus », ils sont porteurs de savoirs particuliers. Sénèque n’est pas officiellement considéré comme un prophète, mais sa vision le suggère.

### Son sens pour Alcuin
Des écrits d’Alcuin, selon le contexte de publication et les sous-textes présents, il est possible de tirer de nombreuses conclusions sur les intentions de l’auteur. D’après les conclusions d’Alcuin quant à la vision de son ami, tout le monde aurait le savoir infus dans l’autre monde. En effet, bien que Sénèque fût simplex, il arriva à lire le livre qu’on lui présentât dans sa vision. Pour un homme de lettres tel qu’Alcuin, un tel fait n’est pas dénué de sens, l’au-delà laisse présager « un savoir total au sein d’une communauté parfaite ». D’autre part, Alcuin place cette vision singulière à la fin de son recueil sur la vie des évêques, des rois et des saints de la cathédrale d’York. La vision est empreinte de bonté et présentée telle une inspiration positive pour l’au-delà. Il inscrit ainsi la vision de son ami humble et simple d’esprit en conclusion d’un recueil présentant des hommes de lettres importants pour la ville d’York. Une telle astuce laisse présager un certain œil moralisateur de la part d’Alcuin. Serait-ce possible que finalement Alcuin tente de souligner la bonté des humbles ? Au travers de cette vision et de son contexte, il est possible de constater que, selon l’auteur, la valeur de la vertu est toujours gagnante et ce peu importe le statut. Dans certaines des correspondances d’Alcuin, il est possible de lire l’opinion de ce dernier sur les élites et comment il arrive que ces personnes se trouvent mêlées à la corruption et à l’immoralité. Ainsi, l’auteur soulève la question de l’humilité des élites contre celle des humbles à la fin d’un poème discutant de la vie des élites. Ce fait laisse présager l’opinion de l’auteur quant aux réalités de la vertu.
Finalement, selon les théories de Claude Carozzi, la présentation de se souvenir d’enfance démontre qu’Alcuin était un grand nostalgique. De plus, la présentation de la vision et de la mort si particulière (l’âme de Sénèque aurait été porté directement au paradis) de son ami serait potentiellement une mise en scène d’Alcuin de ses volontés personnelles quant à la mort. Essentiellement, cette vision, douce et sans souffrance correspondait surtout à son auteur et à la sensibilité de celui-ci.

#### Ouvrages de référence
- (en) Peter Godman, Fellow of Pembroke college, Alcuin, The bishops, kings, and saints of York, Oxford, Clarendon Press, 1982, 201 p..
- (en) Rolph Barlow, The letters of Alcuin, USA, The Forest press, 1909, 117 p..
- Claude Carozzi, Le Voyage de l'âme dans l'au-delà d'après la littérature latine (Ve – XIIIe siècle), Italie, École française de Rome, 1994, 711 p..
- (en) Marcus Dods, Forerunners of Dante : An Account of Some of the More Important Visions of the Unseen World, from the Earliest Times, T. & T. Clark, coll. « Americana », 1903, 287 p..
- Claude Gauvard, Alain De Libera et Michel Zink, Dictionnaire du Moyen Âge, Paris, Presses Universitaires de France, coll. « Quadrige », 2002, 1548 p..
- Alexandre Micha, Voyage dans l’Au-delà, d’après les textes médiévaux IVe – XIIIe siècles, Klincksieck, 1992, 197 p..
- Didier Ottaviani, « La prophétie comme achèvement intellectuel à la fin du Moyen Âge », Nouvelle Revue du XVIe siècle, vol. 21, no 1,‎ 2003, p. 11–24.